# أليساندرو سكارانو
أليساندرو سكارانو هو سياسي من سان مارينو، شغل منصب الحاكم للفترة 1 أبريل 2023 – 1 أكتوبر 2023 مع أديلي تونيني.